# Karolinska gymnasiet, Växjö

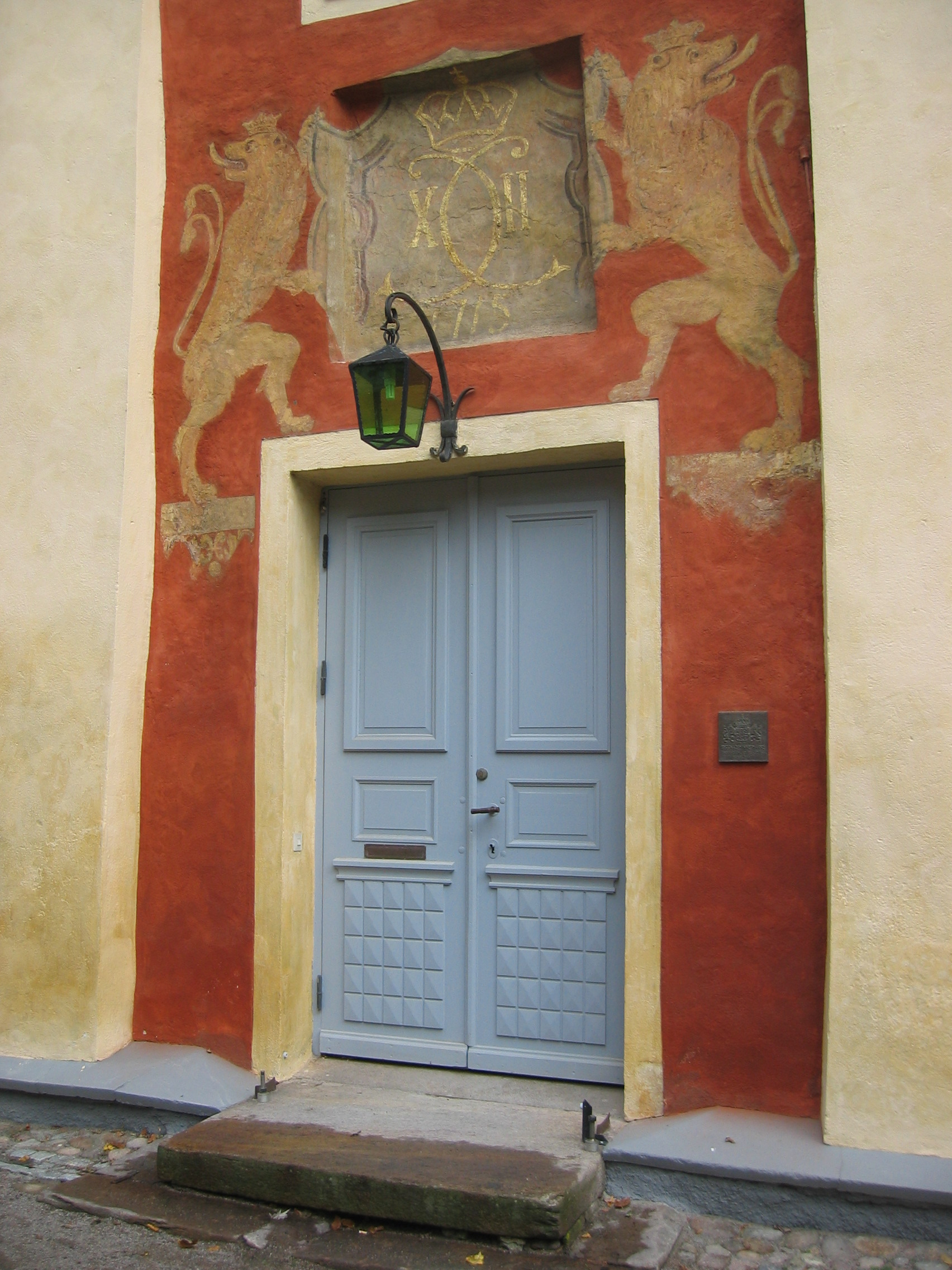

Karolinska gymnasiet i Växjö uppfördes mellan 1696 och 1715 av sten från Kronobergs Slottsruin och är nu förvaltningsbyggnad åt domkapitlet. Över portalen finns Karl XII:s namnskiffer mellan två lejon och årtalet 1715. Bland andra Carl von Linné har studerat här.

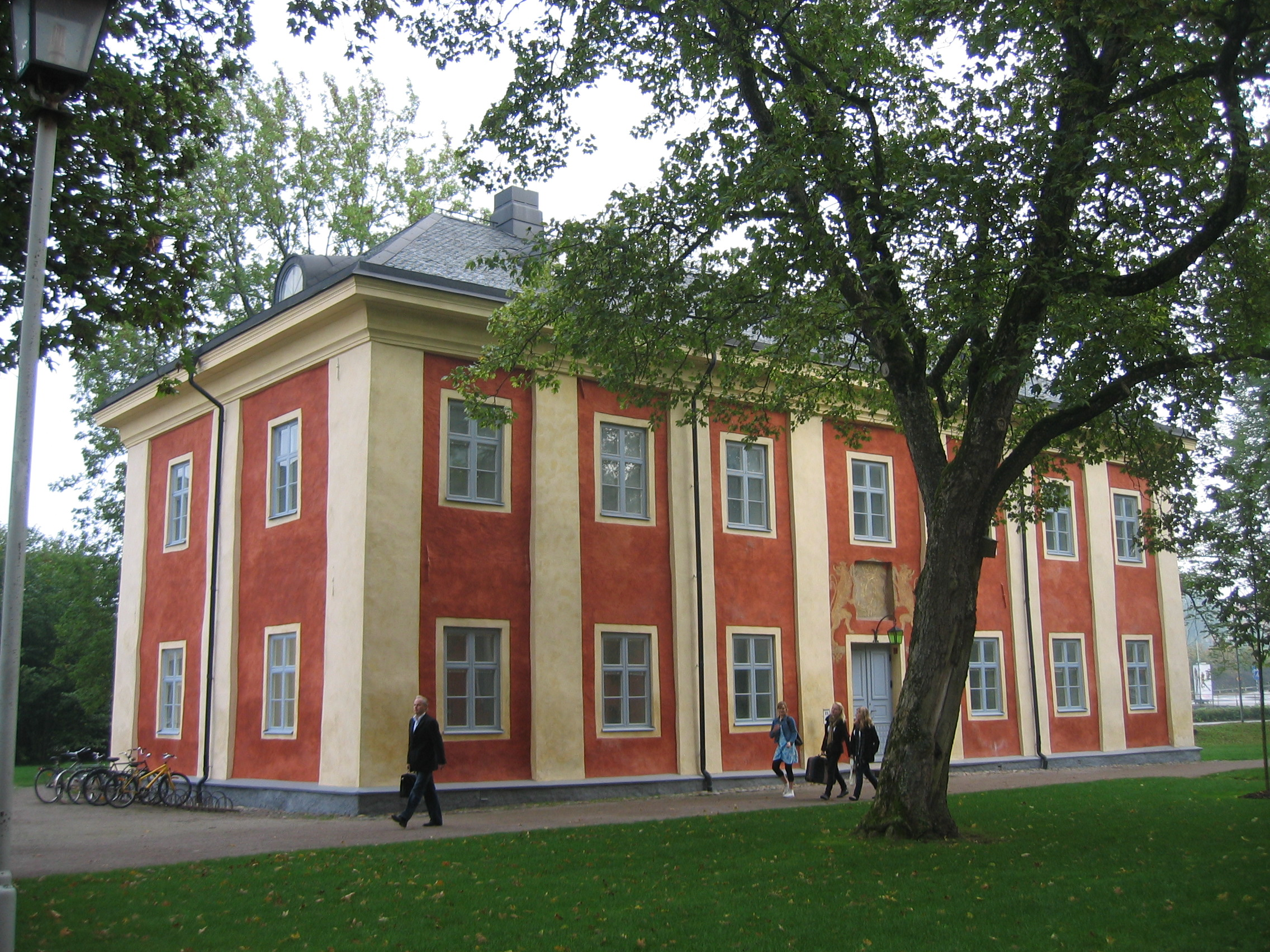